# Lotte World Tower
De Lotte World Tower (Hangul: 롯데월드타워) is een wolkenkrabber in de hoofdstad van Zuid-Korea, Seoel. Het gebouw in het zuidoosten van de stad, in het stadsdeel Jamsil-dong, staat zo'n 500 meter ten zuiden van de oevers van de Han Gang. Het heeft een hoogte van 556,1 meter en telt 123 verdiepingen boven de grond en 6 verdiepingen onder de grond. Het is de hoogste wolkenkrabber van Zuid-Korea en het op vier na hoogste gebouw ter wereld bij de opening in 2017.
De nuttige oppervlakte in het gebouw is meer dan 300.000 m². De eerste 12 verdiepingen van het gebouw zijn gevuld met winkels en andere commerciële zones. In de sokkel van de wolkenkrabber zitten zo een concertzaal met 2.000 zitplaatsen, een aquarium en een bioscoop. Verdiepingen 14 tot 38 zijn kantoorruimte, 42 tot 71 residenties, van 76 tot 101 een luxueus hotel, met op de 85ste verdieping een zwembad, van 105 tot 114 kantoorruimtes en de verdiepingen 117 tot en met 123 zijn publiek, met onder meer een observatieplatform op meer dan 512 meter hoogte. De bezoeker kan op de 123ste verdieping op een glazen platform staan waarbij hij recht naar beneden kan kijken. De toegang tot het publieke observatieplatform gebeurt met rechtstreekse non-stop dubbeldeksliften die met 8 m/s de bezoekers in een minuut naar boven en beneden brengen.
Bouwheer en eigenaar is Lotte Property & Development, het architectenbureau was Kohn Pedersen Fox, hoofdaannemer Lotte Engineering & Construction. Het bouwwerk is uitgerekend aardbevingen tot schaal 9 op de schaal van Richter te kunnen trotseren, evenals windstoten tot 80 m/s.
De grondwerken voor het gebouw en de funderingen werden aangevat in mei 2009, de eerste steen volgde op 1 februari 2011. Het gebouw werd afgewerkt op 22 december 2016 en de opening was op 3 april 2017.
De wolkenkrabber bevindt zich aan de overzijde van de straat van Lotte World, het grootste indoor attractiepark ter wereld. een kilometer meer naar het oosten bevindt zich het Olympisch park met de faciliteiten waar de Olympische Zomerspelen 1988 doorgingen, het Olympisch Stadion ligt dan weer anderhalve kilometer meer naar het westen, allemaal ook aan de zuidelijke oever van de Han Gang.